# أندريه فافجينياك
أندريه فافجينياك (بالبولندية: Andrzej Wawrzyniak) هو دبلوماسي بولندي، ولد في 3 ديسمبر 1931 في وارسو في بولندا.